# Donald Laycock
Donald Clarence Laycock est un linguiste australien né à Newcastle le 6 octobre 1936 et mort à Canberra le 27 décembre 1988. Spécialiste des langues de Nouvelle-Guinée, c'est aussi un polymathe qui s'intéresse à de nombreuses « bizareries linguistiques » dont l'énochien, les chansons paillardes, le tarot et les langues artificielles comme le pidgin.

## Linguistique de la Nouvelle-Guinée
Après avoir été le premier doctorant en linguistique de l'université de Canberra, il y soutient en 1962 une thèse sur les langues du groupe Sepik en Nouvelle-Guinée, dont il dégage certaines structures communes. De 1962 à 1964, il voyage en Europe et en Amérique du Nord où il occupe différents postes d'enseignement, avant de revenir en 1964 se fixer à l'université de Canberra.
Sa thèse devient en 1964 le premier livre de linguisitque publié par l'éditeur universitaire Pacific Linguistics. Il propose en 1973 de regrouper un ensemble de 27 familles et de 91 langues de la région au sein d'un sous-embranchement, le sepik-ramu (en),, une hypothèse qui ne sera remise en cause que trente ans plus tard. Il identifie ensuite en 1975 le groupe des langues torricelli parlées dans la région des monts Torricelli puis le groupe des langues piawi. Il s'intéresse aussi aux pidgins et aux créoles.
Avant son décès, il joue un rôle important dans la coordination de deux ouvrages : International Language Atlas of the Pacific Area et Atlas of Languages of Intercultural Communication in the Greater Pacific Area.

## Autres domaines de recherche
Considéré comme un « polymathe », Laycock s'intéresse à toutes soortes de « bizarreries linguistiques ».
Il est particulièrement connu pour son étude de l'énochien, censé être le « langage des anges », et dont il établit le caractère de langue construite, parfois proche de la glossolalie. Laycock estime notamment que « de vrais anges parleraient une langue plus euphonique et plus cohérente que l'énochien, sans faire de fautes ».
Laycock porte un intérêt connexe au tarot et à la numérologie, appréhendés d'un point de vue sceptique, ainsi qu'aux jeux de cartes et de société,.
Il profite d'une période d'enseignement à l'université d'Indiana, qui dispose d'un riche fonds consacré à la culture populaire, pour consacrer plusieurs recherches aux chansons paillardes,, et s'intéresse plus généralement aux aspects linguistiques du discours érotique ou obscène.